# China Eastern Airlines
China Eastern Airlines (chinesisch 中國東方航空) ist eine chinesische Fluggesellschaft mit Sitz in Shanghai und Basis auf dem Shanghai Pudong International Airport. Sie ist Mitglied der Luftfahrtallianz SkyTeam.
Sie ging als eine von sechs neuen Fluggesellschaften aus der 1988 aufgelösten CAAC hervor. Für Langstreckenflüge hatte zunächst Air China das Monopol. Die anderen fünf Gesellschaften waren für Inlandsflüge und den Verkehr im asiatischen Raum zuständig.

## Geschichte

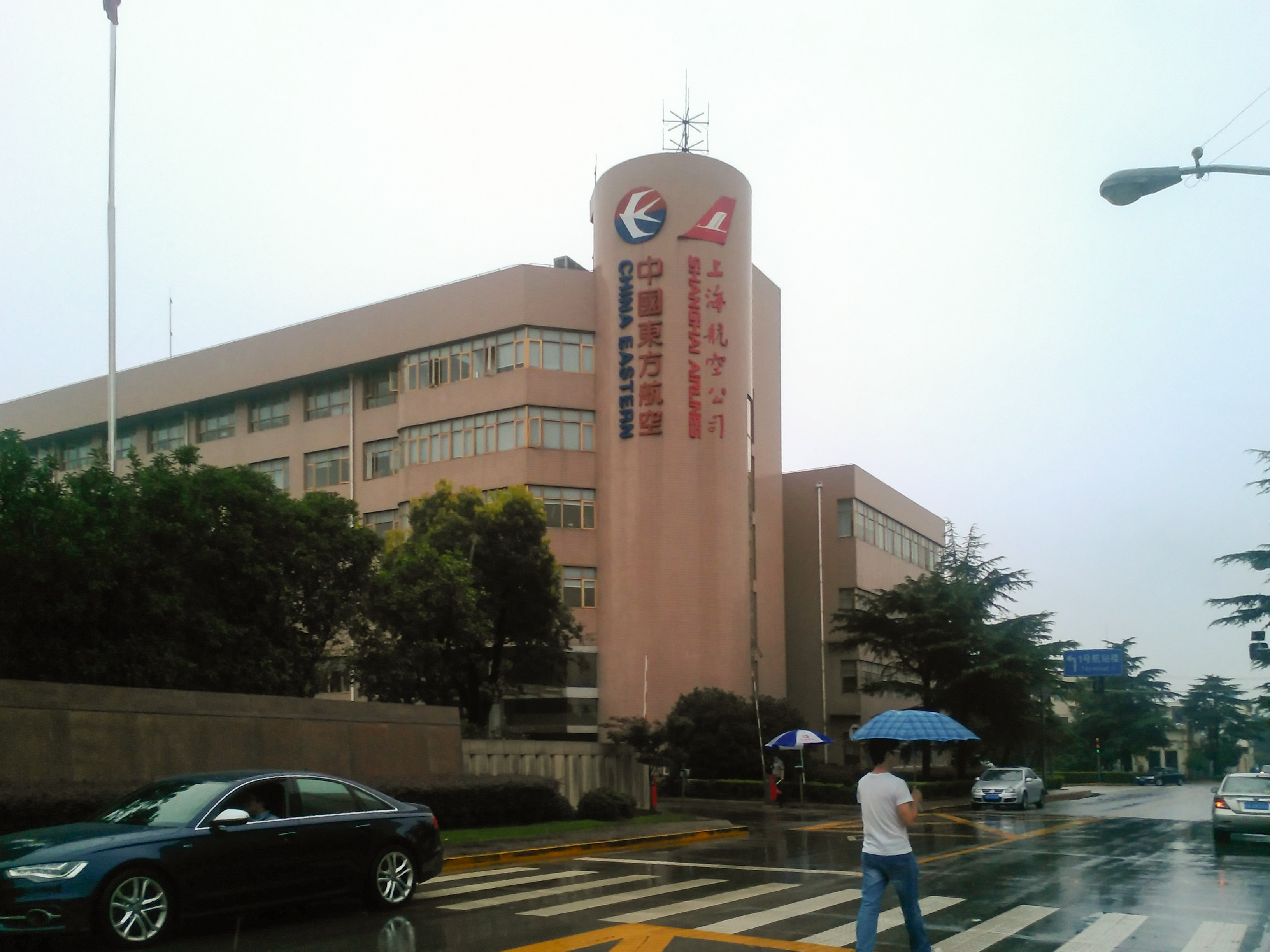
Der Sitz der China Eastern Airlines und Shanghai Airlines

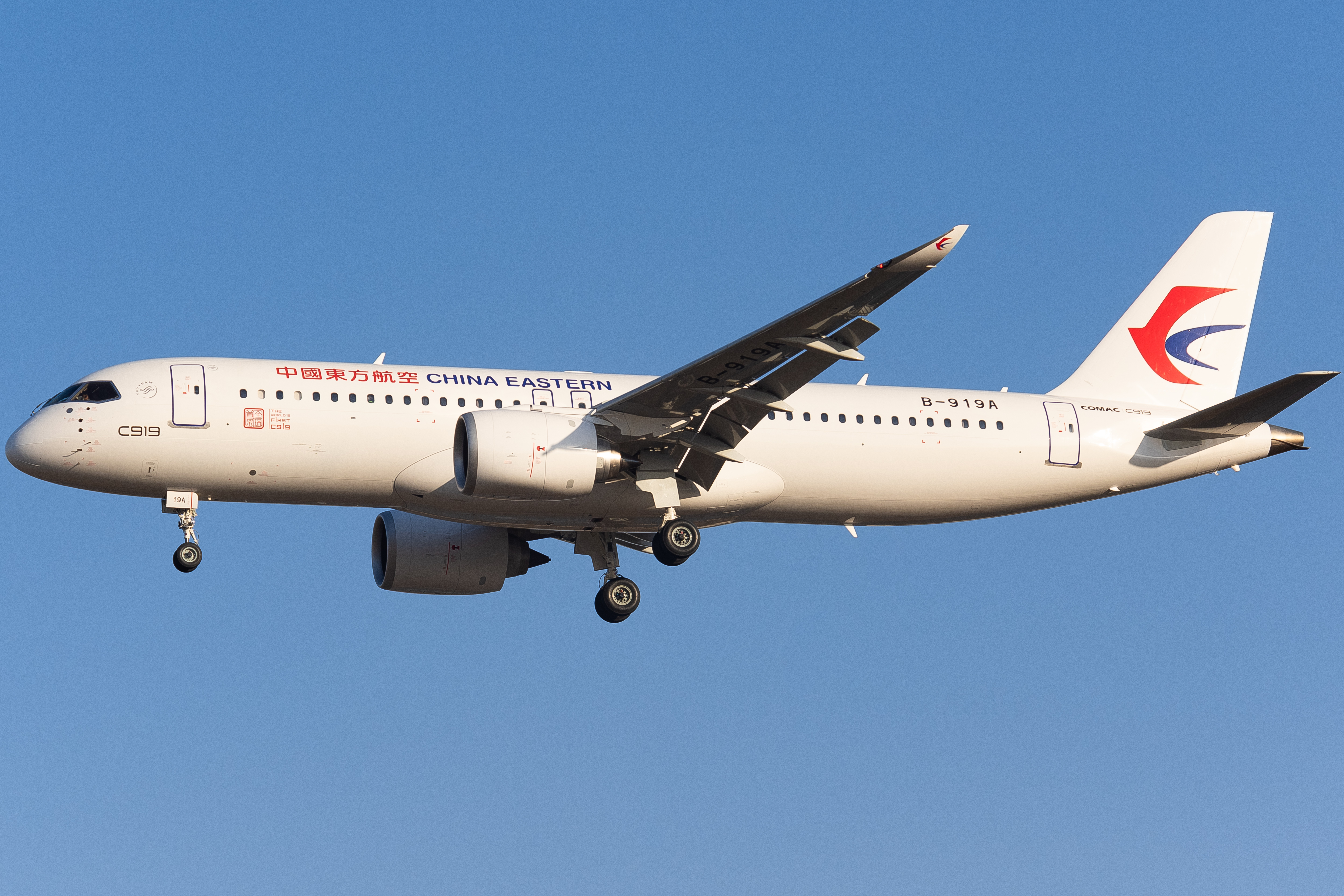
Comac C919 der China Eastern

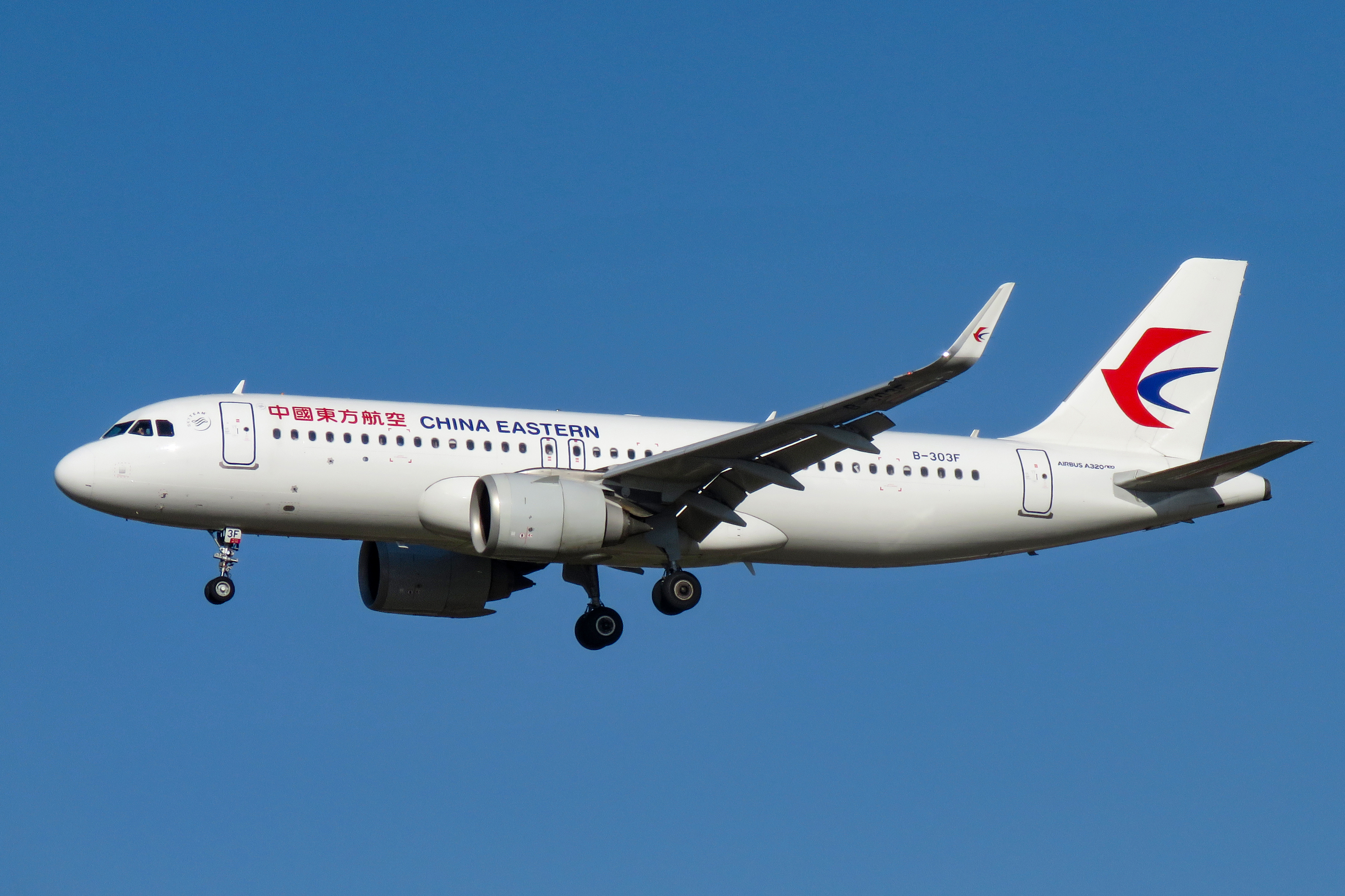
Airbus A320neo der China Eastern

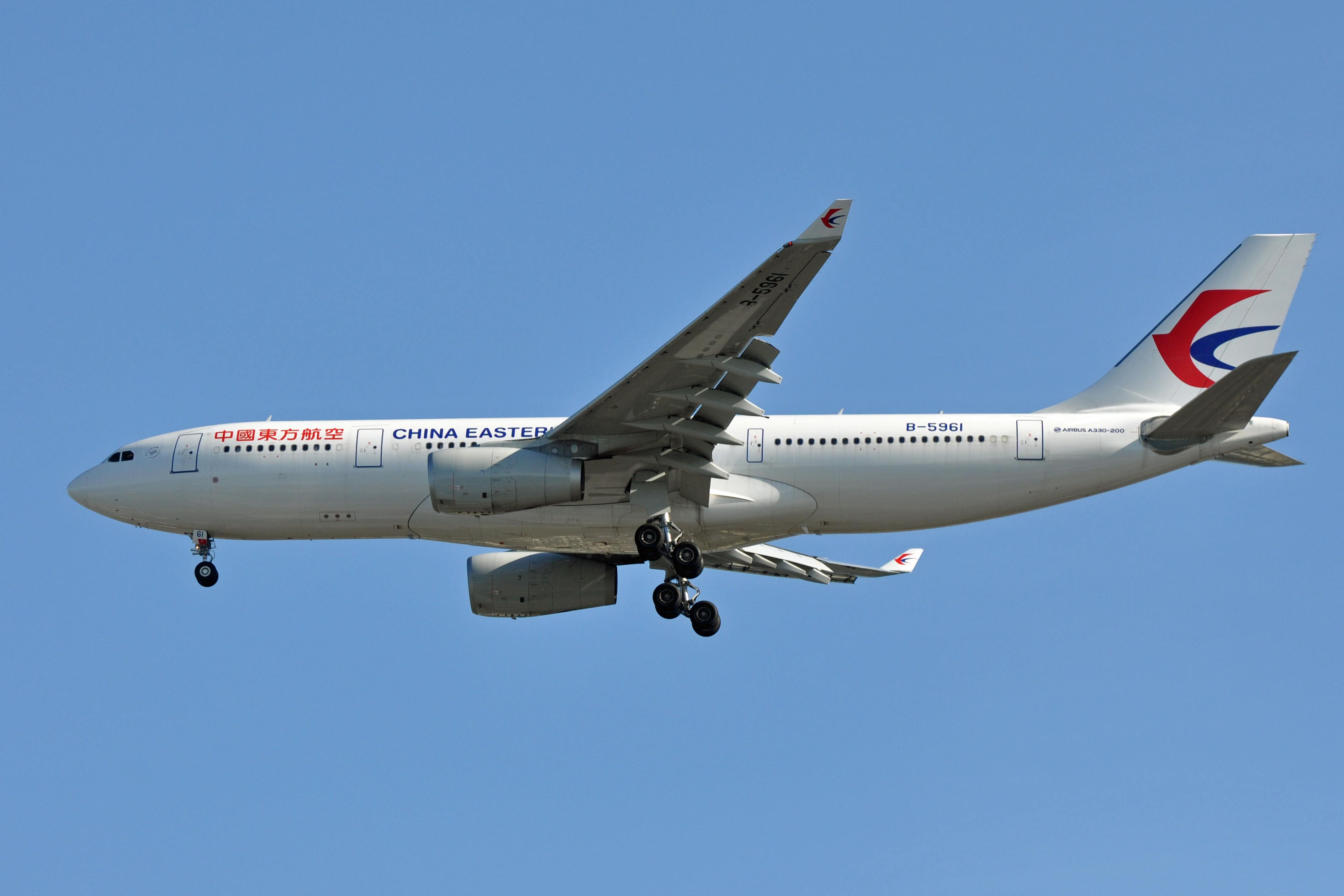
Airbus A330-200 der China Eastern

Die Fluggesellschaft wurde am 25. Juni 1988 auf der Basis der chinesischen Luftfahrtverwaltung gegründet. Im Jahr 1997 übernahm China Eastern die schwächelnde China General Aviation und bot als erste chinesische Airline Aktien auf dem internationalen Markt an. In einem Joint Venture mit China Ocean Shipping wurden 1998 die China Cargo Airlines gegründet. Im März 2001 wurde die Fluggesellschaft Air Great Wall übernommen, 2002 schlossen sich China Yunnan Airlines und China Northwest Airlines an China Eastern an.
Eigentümer der China Eastern Airlines sind zu 61,64 % der chinesische Staat und zu 38,36 % Aktionäre. Von Januar 2005 bis März 2007 steigerte sich die Mitarbeiterzahl von 16.435 auf 29.746 Mitarbeiter.
Im Oktober 2009 übernahm China Eastern Shanghai Airlines durch einen Aktientausch. Im März 2010 übernahm die China Eastern Air Holding Company (Muttergesellschaft der China Eastern) 51 % der Anteile an der Frachtfluggesellschaft Great Wall Airlines. Im Zuge von Reorganisation der Holdingbeteiligungen werden die Cargoaktivitäten von China Eastern, Shanghai Airlines und Great Wall Airlines künftig unter der China Cargo Airlines zusammengefasst.
Am 16. April 2010 gab China Eastern bekannt, sich der Luftfahrtallianz SkyTeam anzuschließen. Am 21. Juni 2011 wurde sie offiziell Mitglied.
Im Oktober 2011 stornierte China Eastern eine Bestellung über 24 Boeing 787-8 aufgrund fortwährender Lieferverzögerungen und bestellte ersatzweise 45 Flugzeuge der Boeing-737-Familie.
Am 3. Mai 2015 musterte China Eastern als letzte asiatische Fluggesellschaft ihre verbliebenen Airbus A340-600 aus und im Frühjahr 2018 waren die älteren Boeing 737-300 sowie die Boeing 767-300ER nicht mehr im Einsatz.
Anfang September 2024 wurde die Integration von OTT Airlines bekannt gegeben. Am 22. September 2024 wurden die 24 Comac C909-700 der OTT Airlines übertragen.

## Flugziele
China Eastern bedient von ihren Luftfahrt-Drehkreuzen neben innerchinesischen Zielen zahlreiche asiatische Ziele sowie Nordamerika, Australien und Europa. Im deutschsprachigen Raum wird Frankfurt und ab Juni 2024 Wien bedient.
Codesharing
Codeshare-Abkommen bestehen mit Air France, All Nippon Airways, American Airlines, Japan Airlines, Korean Air und Qantas Airways.

## Flotte

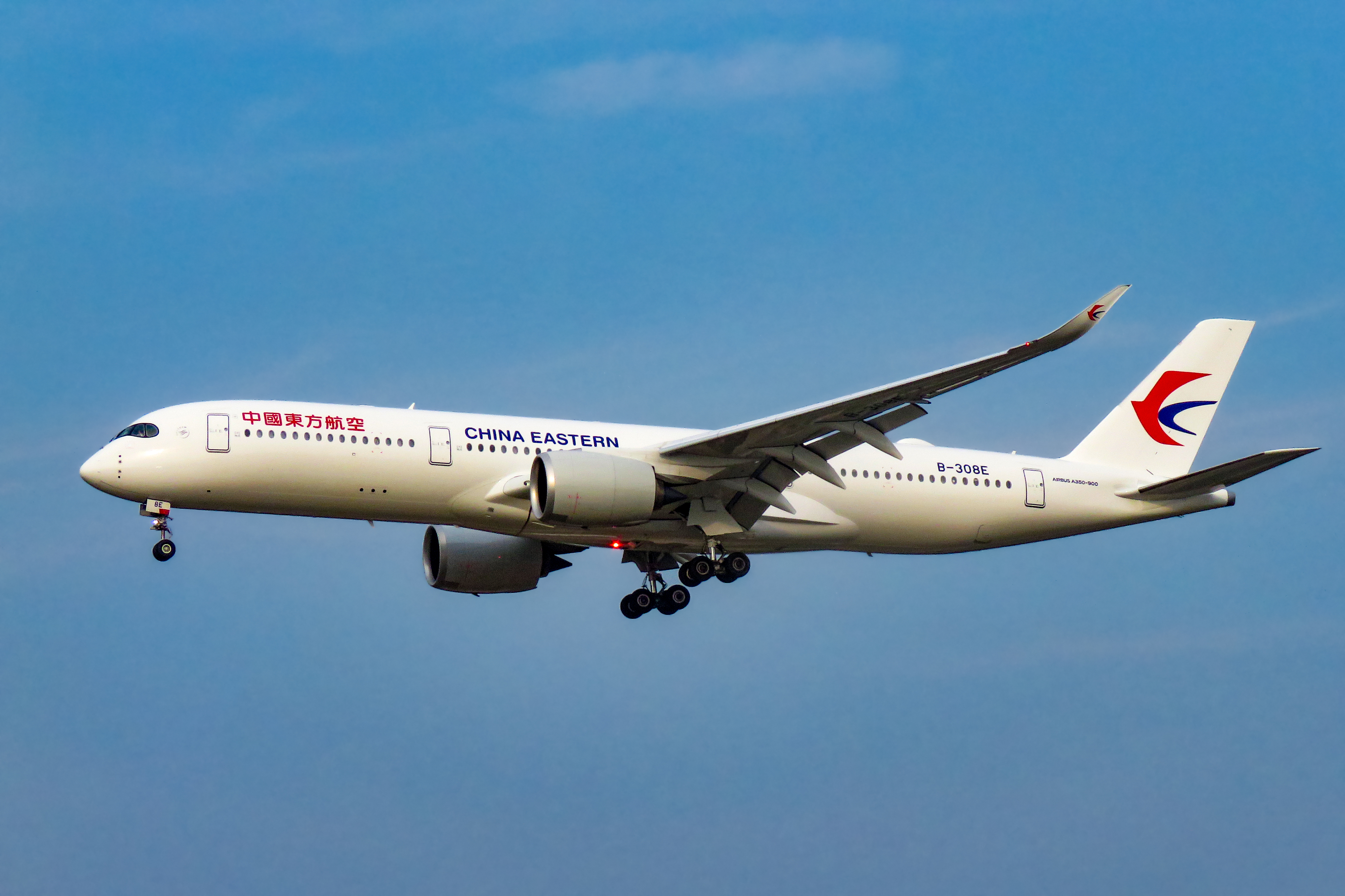
Airbus A350-900 der China Eastern

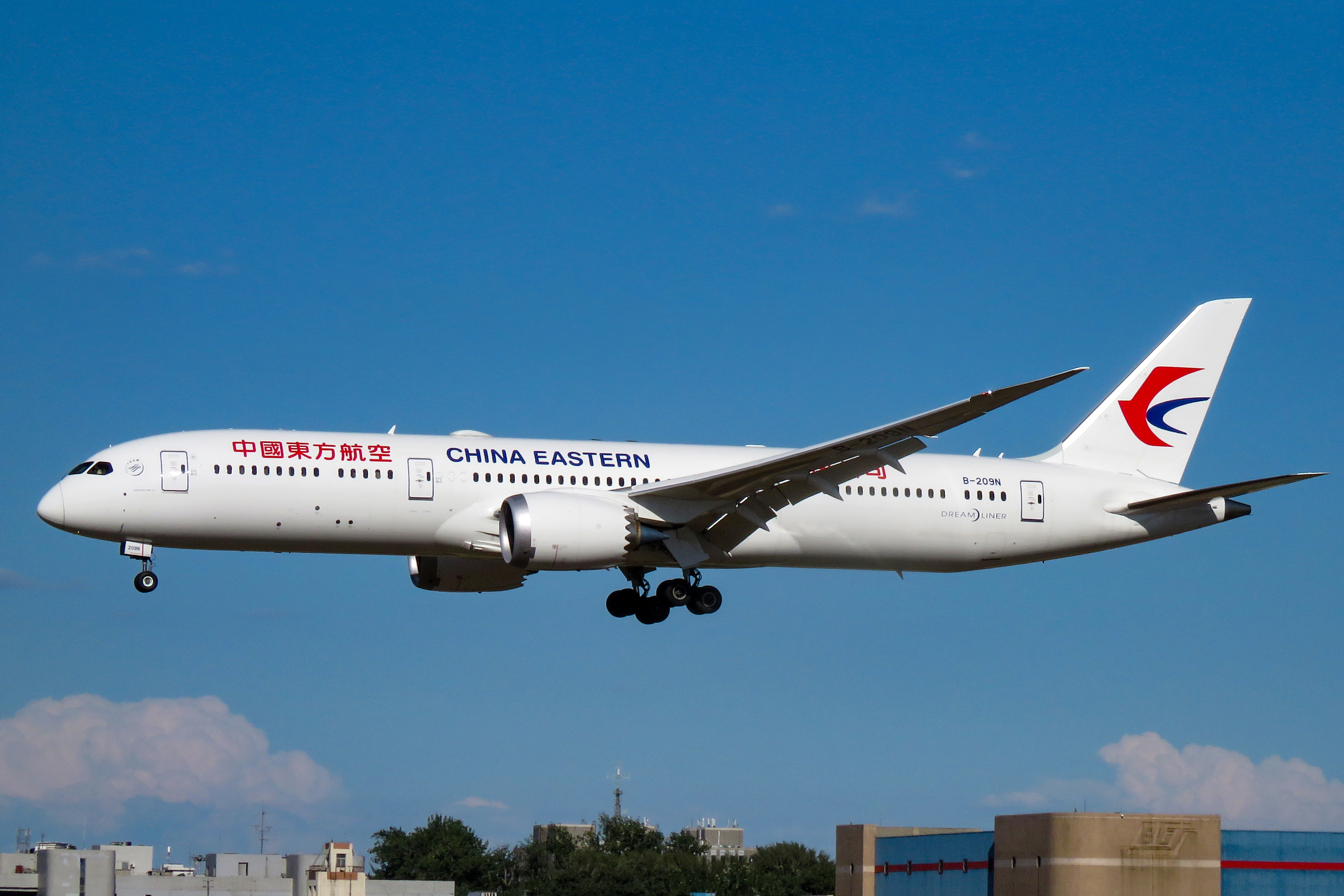
Boeing 787-9 der China Eastern

### Aktuelle Flotte
Mit Stand Februar 2025 besteht die Flotte der China Eastern aus 658 Flugzeugen mit einem Durchschnittsalter von 9,3 Jahren:
| Flugzeugtyp      | Anzahl | bestellt | Anmerkungen                                                 | Sitzplätze (First/Business/Eco+/Eco)                                                              | Durchschnittsalter |
| ---------------- | ------ | -------- | ----------------------------------------------------------- | ------------------------------------------------------------------------------------------------- | ------------------ |
| Airbus A319-100  | 032    | 0        | einer inaktiv                                               | 122 (-/8/-/114)                                                                                   | 11,3 Jahre         |
| Airbus A320-200  | 150    | 0        | drei inaktiv                                                | 158 (-/8/-/150)                                                                                   | 13,0 Jahre         |
| Airbus A320neo   | 117    | 023      | einer inaktiv                                               | 158 (-/8/-/150)                                                                                   | 3,8 Jahre          |
| Airbus A321-200  | 076    | 0        | einer inaktiv                                               | 175 (-/20/-/155) 178 (-/12/-/166) 182 (-/12/-/170)                                                | 11,5 Jahre         |
| Airbus A321neo   | 07     | 061      |                                                             | 198 (-/12/-/186)                                                                                  | 0,2 Jahre          |
| Airbus A330-200  | 030    | 0        | einer inaktiv                                               | 232 (-/30/-/202) 234 (-/30/-/204) 266 (-/24/-/242)                                                | 11,9 Jahre         |
| Airbus A330-300  | 026    | 0        | einer inaktiv                                               | 294 (-/32/32/230) 300 (-/38/-/262)                                                                | 10,7 Jahre         |
| Airbus A350-900  | 020    |          |                                                             | 288 (4/36/32/216)                                                                                 | 4,1 Jahre          |
| Boeing 737-700   | 036    | 0        | alle mit Winglets ausgestattet                              | 134 (-/8/-/126)                                                                                   | 13,1 Jahre         |
| Boeing 737-800   | 101    | 0        | alle mit Winglets ausgestattet; einer inaktiv               | 158 (-/20/-/138) 162 (-/12/-/150) 158 (-/8/-/150) 170 (-/8/-/162) 176 (-/8/-/168) 186 (-/-/-/186) | 9,7 Jahre          |
| Boeing 737-8 MAX | 04     | 07       |                                                             | 176 (-/8/-/168)                                                                                   | 6,8 Jahre          |
| Boeing 777-300ER | 020    | 0        |                                                             | 316 (6/52/-/258)                                                                                  | 9,1 Jahre          |
| Boeing 787-9     | 03     | 012      |                                                             | 285 (4/26/28/227)                                                                                 | 6,1 Jahre          |
| Comac C909-700   | 026    | 02       | Durch Integration von OTT Airlines übernommen; eine inaktiv | 90 (-/-/-/90)                                                                                     | 2,6 Jahre          |
| Comac C919       | 010    | 095      |                                                             | 164 (-/8/-/156)                                                                                   | 1,1 Jahre          |
| Gesamt           | 658    | 200      |                                                             |                                                                                                   | 9,3 Jahre          |

### Aktuelle Sonderbemalungen

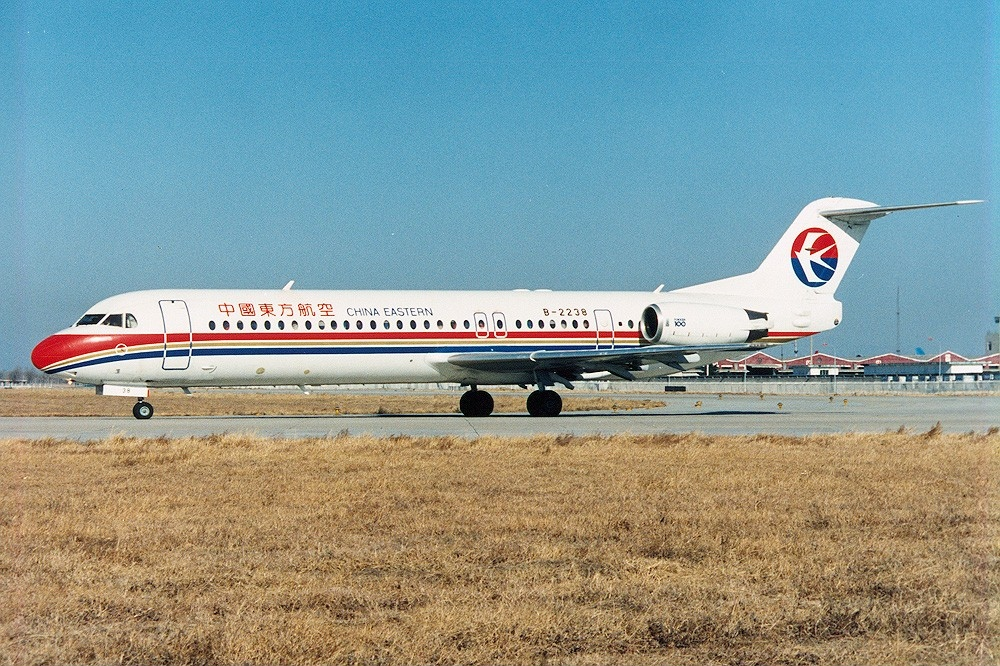
Fokker 100 der China Eastern

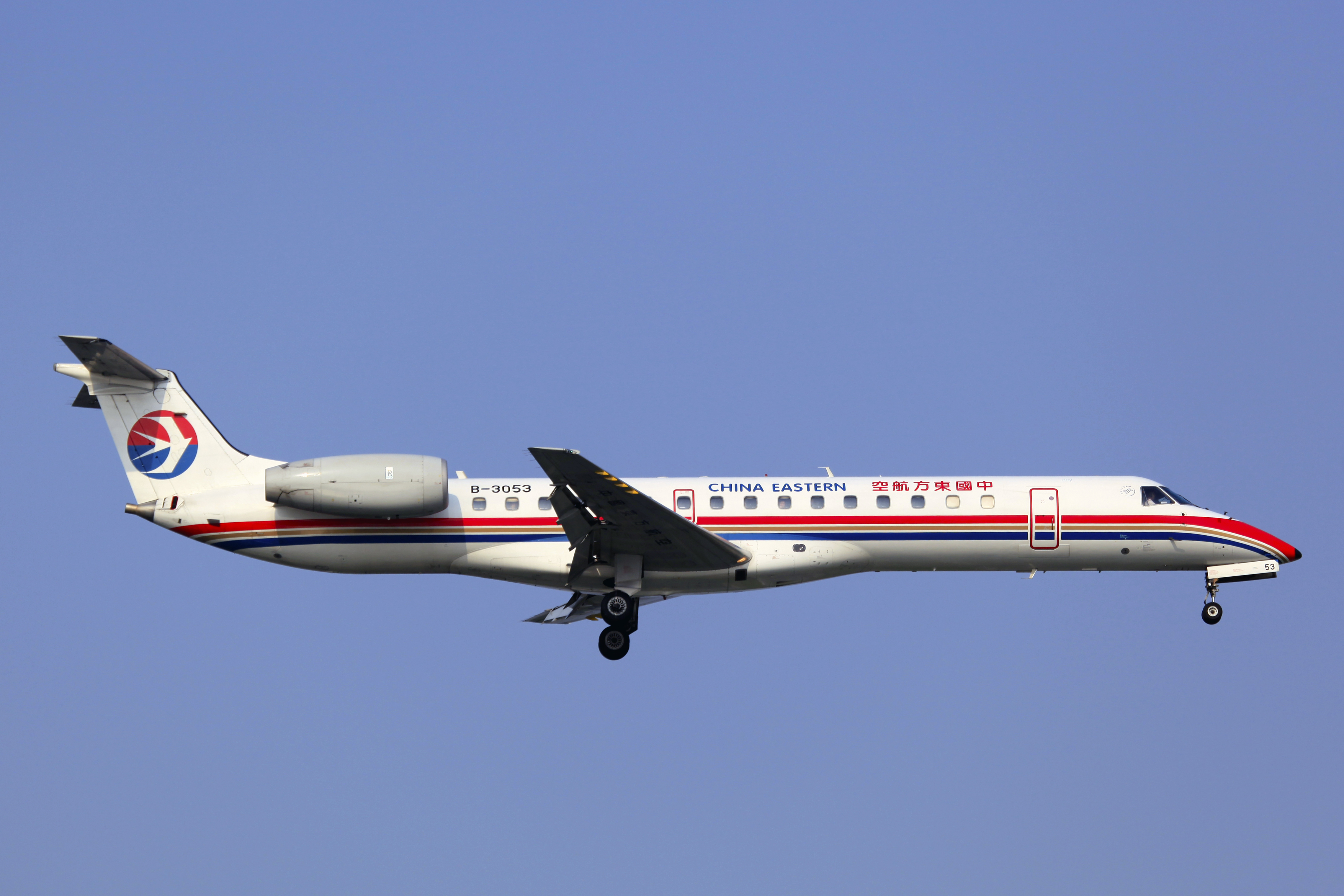
Embraer-ERJ-145 der China Eastern

| Flugzeugtyp      | Luftfahrzeugkennzeichen                                               | Bemalung                                           | Zeitraum | Bild |
| ---------------- | --------------------------------------------------------------------- | -------------------------------------------------- | --- | --- |
| Airbus A319-100  | B-6452 B-6458                                                         | „Magnificent Qinghai“                              | B-6452: seit April 2014 B-6458: seit Mai 2014 | |
| Airbus A320-200  | B-9942 B-9943                                                         | „Magnificent Qinghai“                              | B-9942: seit Juli 2013 B-9943: seit August 2013 | |
| Airbus A320-200  | B-6635                                                                | „Shanghai Disney Resort: Minnie and Mickey Mouse“  | seit April 2016 | Bild gesucht Die Wikipedia wünscht sich an dieser Stelle ein Bild. Weitere Infos zum Motiv findest du vielleicht auf der Diskussionsseite . Falls du dabei helfen möchtest, erklärt die Anleitung , wie das geht. |
| Airbus A320-200  | B-6873                                                                | „Flying Apsaras / Beautiful Gansu“                 | seit Juni 2016 | |
| Airbus A320-200  | B-8119                                                                | „Shanghai Disney Resort: Zootopia“                 | seit Mai 2024 | Bild gesucht Die Wikipedia wünscht sich an dieser Stelle ein Bild. Weitere Infos zum Motiv findest du vielleicht auf der Diskussionsseite . Falls du dabei helfen möchtest, erklärt die Anleitung , wie das geht. |
| Airbus A320-200  | B-8393                                                                | „Harbin 2025 Asian Winter Games“                   | seit Oktober 2024 | Bild gesucht Die Wikipedia wünscht sich an dieser Stelle ein Bild. Weitere Infos zum Motiv findest du vielleicht auf der Diskussionsseite . Falls du dabei helfen möchtest, erklärt die Anleitung , wie das geht. |
| Airbus A321-200  | B-1837 B-1838 B-8976 B-8977                                           | „SkyTeam“                                          | B-1837: seit Juli 2014 B-1838: seit Juli 2014 B-8976: seit Februar 2017 B-8977: seit März 2017 | |
| Airbus A330-200  | B-5908                                                                | „SkyTeam“                                          | B-5908: seit Dezember 2012 | |
| Airbus A330-200  | B-5920                                                                | „WorldSkills Shanghai 2022“                        | seit Januar 2022 | Bild gesucht Die Wikipedia wünscht sich an dieser Stelle ein Bild. Weitere Infos zum Motiv findest du vielleicht auf der Diskussionsseite . Falls du dabei helfen möchtest, erklärt die Anleitung , wie das geht. |
| Airbus A330-200  | B-5931                                                                | „People's Daily Online“                            | seit März 2019 | |
| Airbus A330-200  | B-5937                                                                | „Harbin 2025 Asian Winter Games“                   | seit November 2024 | Bild gesucht Die Wikipedia wünscht sich an dieser Stelle ein Bild. Weitere Infos zum Motiv findest du vielleicht auf der Diskussionsseite . Falls du dabei helfen möchtest, erklärt die Anleitung , wie das geht. |
| Airbus A330-200  | B-5942                                                                | „60th Anniversary“                                 | seit Dezember 2016 | |
| Airbus A330-200  | B-5943                                                                | „eastday.com“                                      | seit April 2017 | |
| Airbus A330-300  | B-5949 B-6538                                                         | „SkyTeam“                                          | B-5949: seit Juni 2014 B-6538: seit Dezember 2011 | |
| Airbus A330-300  | B-5969                                                                | „China Telecom“                                    | seit Juni 2022 | |
| Airbus A330-300  | B-5976                                                                | „Shanghai Disney Resort: Toy Story“                | seit April 2018 | |
| Airbus A330-300  | B-6507                                                                | „Shanghai Disney Resort: Minnie and Mickey Mouse“  | seit Dezember 2017 | |
| Airbus A350-900  | B-323H                                                                | „1st A350 delivered from China“                    | seit Juli 2021 | |
| Boeing 737-700   | B-5243 B-5276 B-5293 B-5802 B-5807 B-5809 B-5817 B-5819 B-5828 B-6141 | „Yunnan Peacock (orange)“                          | B-5243: seit September 2014 B-5276: seit Januar 2015 B-5293: seit August 2012 B-5802: seit April 2013 B-5807: seit August 2013 B-5809: seit November 2013 B-5817: seit Oktober 2014 B-5819: seit Februar 2014 B-5828: seit März 2015 B-6141: seit August 2015 | |
| Boeing 737-800   | B-1788 B-1789 B-1790 B-1792 B-6143                                    | „Yunnan Peacock (orange)“                          | B-1788: seit Februar 2015 B-1789: seit April 2015 B-1790: seit Mai 2015 B-1792: seit Juli 2015 B-6143: seit August 2015 | |
| Boeing 737-800   | B-1316                                                                | „Shanghai Disney Resort: Duffy Friendship Express“ | seit August 2019 | |
| Boeing 737-800   | B-1317                                                                | „Shanghai Disney Resort: Frozen“                   | seit November 2019 | |
| Boeing 777-300ER | B-2002                                                                | „China International Import Expo“                  | seit Juni 2020 | |
| Comac C919       | B-919A                                                                | „The World's F1rst C919“                           | seit Dezember 2022 | |
| Boeing 777-300ER | B-7349                                                                | „Shanghai-Museum“                                  | seit April 2025 | |

### Ehemalige Flugzeugtypen
In der Vergangenheit setzte China Eastern Airlines auch folgende Flugzeugtypen ein:
| Flugzeugtyp                       | Anzahl | von  | bis  | Anmerkungen                                      |
| --------------------------------- | ------ | ---- | ---- | ------------------------------------------------ |
| Airbus A300B4-600R                | 10     | 1989 | 2015 |                                                  |
| Airbus A300B4-600RF               | 3      | 1993 | 2014 | Frachtflugzeuge der China Eastern Airlines Cargo |
| Airbus A310-200                   | 03     | 1988 | 2006 |                                                  |
| Airbus A310-300                   | 02     | 1988 | 1994 |                                                  |
| Airbus A340-300                   | 05     | 1996 | 2012 |                                                  |
| Airbus A340-600                   | 05     | 2003 | 2015 |                                                  |
| Boeing 737-200 Adv.               | 03     | 2001 | 2005 |                                                  |
| Boeing 737-300                    | 26     | 1998 | 2014 |                                                  |
| Boeing 767-300ER                  | 03     | 2003 | 2011 |                                                  |
| Bombardier CRJ-200ER              | 05     | 2004 | 2016 |                                                  |
| BAe 146-100                       | 06     | 1986 | 2009 |                                                  |
| BAe 146-300                       | 07     | 2003 | 2009 |                                                  |
| Embraer ERJ-135                   | 02     | 2024 | 2024 | Geschäftsreiseflugzeuge                          |
| Embraer ERJ-145LI                 | 10     | 2005 | 2016 |                                                  |
| Fokker 100                        | 10     | 1992 | 1999 |                                                  |
| McDonnell Douglas MD-11F          | 06     | 1991 | 2005 | Frachtflugzeuge der China Eastern Airlines Cargo |
| McDonnell Douglas MD-82 (DC-9-82) | 15     | 1988 | 2007 |                                                  |
| McDonnell Douglas MD-90-30        | 09     | 1997 | 2010 |                                                  |

## Zwischenfälle
Von 1988 bis März 2022 kam es bei China Eastern Airlines zu vier Totalschäden von Flugzeugen und drei weiteren Zwischenfällen. Dabei kamen insgesamt 227 Menschen ums Leben.
- Am 24. April 1989 wurde eine Xian Yunshuji Y-7 der China Eastern Airlines von einem Mann auf dem Weg von Ningbo nach Xiamen entführt. Der Mann stach auf einen Flugbegleiter ein und verlangte nach Taiwan geflogen zu werden. Das Flugzeug wurde jedoch nach Fuzhou umgeleitet. Als der Entführer bemerkte nicht in Taiwan, sondern in Fuzhou gelandet zu sein, zündete er den Sprengstoff in seinem Rucksack und tötete sich damit. Die anderen Insassen überlebten.[20]

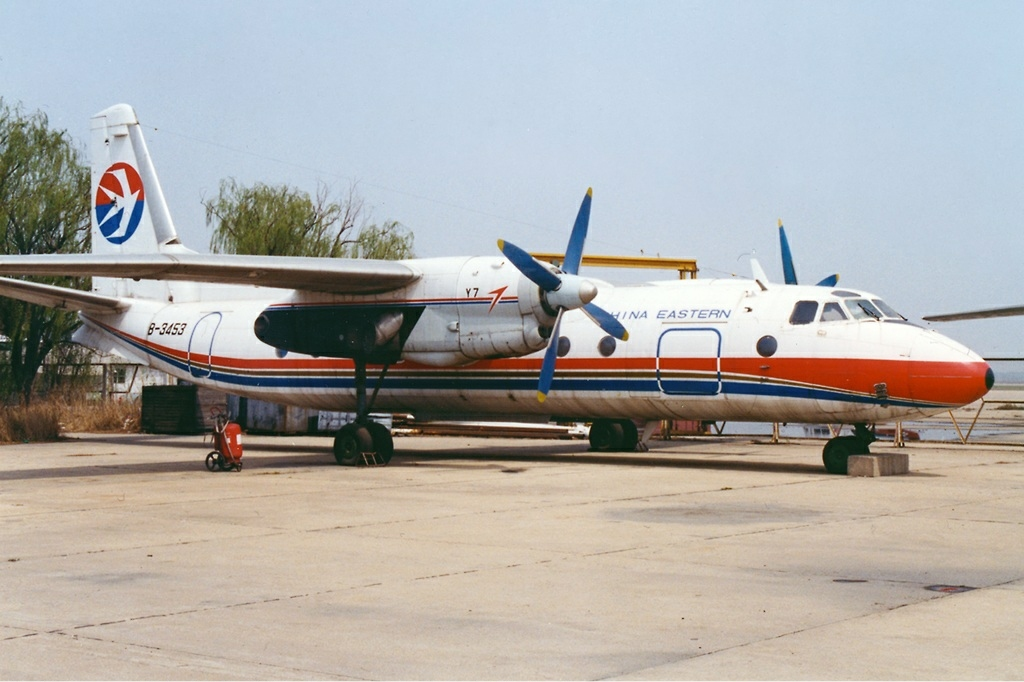
Eine Xian Yunshuji Y-7 der China Eastern, ähnlich der im August 1989 verunglückten

- Am 15. August 1989 stürzte eine Antonow An-24RV der China Eastern Airlines (Luftfahrzeugkennzeichen B-3417) kurz nach dem Start vom Flughafen Shanghai-Hongqiao ab. Das rechte Triebwerk versagte beim Start. Das Flugzeug stürzte 240 Meter hinter dem Landebahnende in einen Fluss. Von den 40 Insassen kamen 34 ums Leben, alle sechs Crewmitglieder und 28 Passagiere.[21]

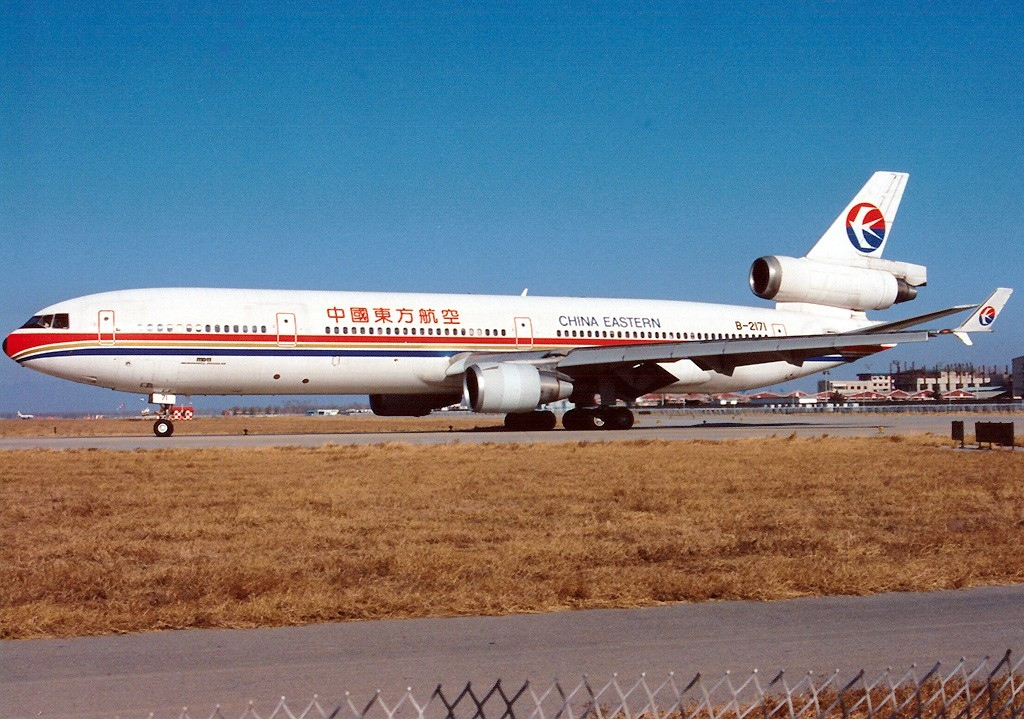
Die im April 1993 verunglückte McDonnell Douglas MD-11 der China Eastern

- Am 6. April 1993 hatte eine McDonnell Douglas MD-11 der China Eastern Airlines (B-2171) auf dem Flug von Shanghai nach Los Angeles im Reiseflug ein technisches Problem, weshalb der Autopilot ausgeschaltet wurde. Der Kapitän übernahm die Steuerung. Als der Kapitän das Flugzeug stabilisieren konnte, hatte die Maschine starke Schwingungen erfahren und 5.000 Fuß an Höhe verloren. Der Kapitän landete auf Shemya Island zwischen. Von den 255 Insassen kamen zwei Passagiere ums Leben. Grundursache war die mangelhafte Konstruktion des Bedienhebels für die Landeklappen (siehe auch China-Eastern-Airlines-Flug 583).

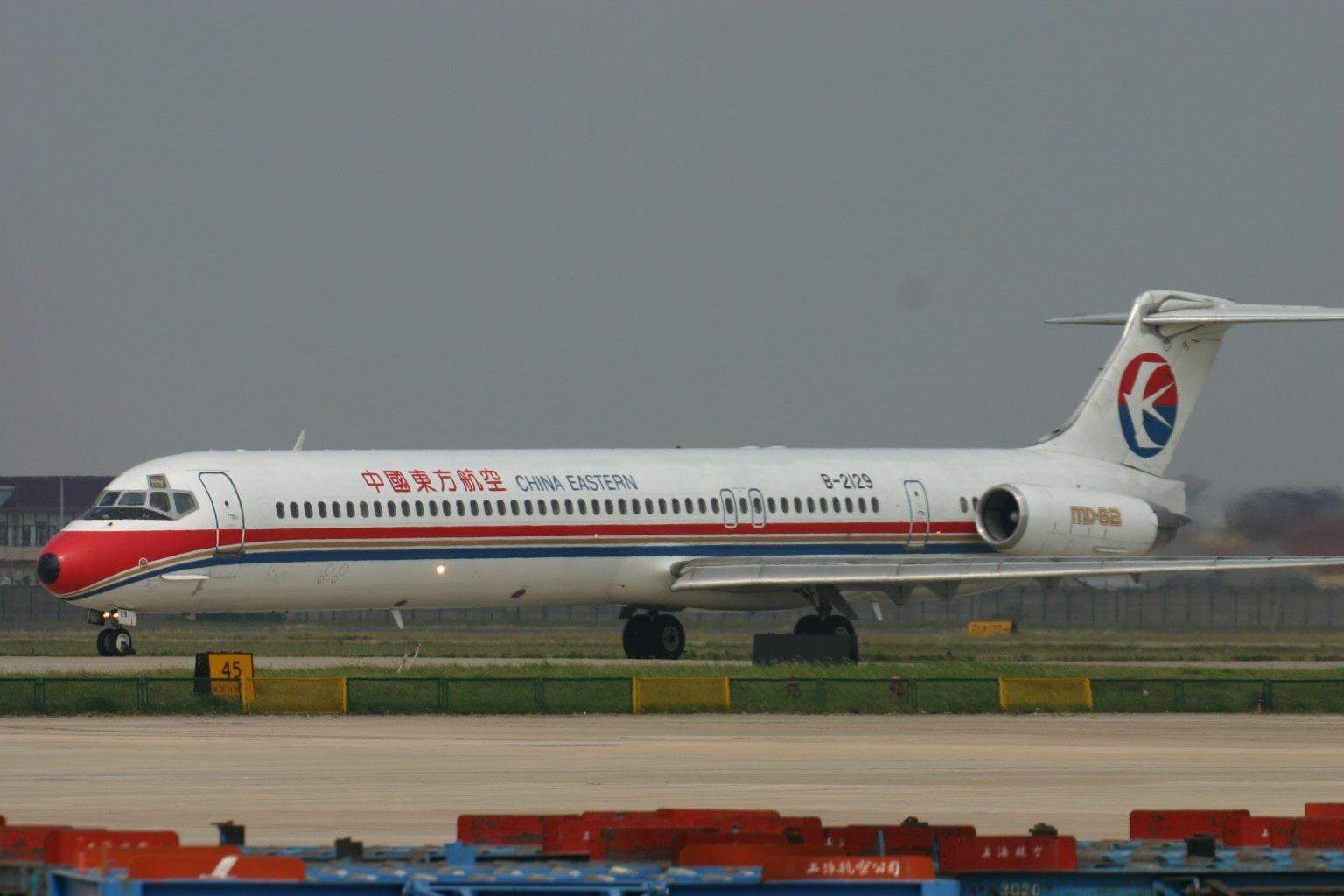
Eine McDonnell Douglas DC-9-82 der China Eastern, ähnlich der im Oktober 1993 verunglückten

- Am 26. Oktober 1993 überschoss eine McDonnell Douglas DC-9-82 (MD-82) der China Eastern Airlines (B-2103) auf Flug 5398 beim Landeanflug auf den Flughafen von Fuzhou die Landebahn. Als das Flugzeug noch zwei Kilometer von der Landebahn entfernt war, bemerkte der Kapitän eine Seitenabweichung nach rechts und eine zu große Höhe. Er versuchte dies zu korrigieren, entschied sich aber in einer Höhe von 20 Metern für ein Durchstartmanöver und gab Vollgas. Das Flugzeug sank allerdings weiterhin und der Kapitän brach das bereits eingeleitete Durchstarten wieder ab. Die Maschine landete 1983 Meter hinter dem Beginn der Landebahn. Das Flugzeug überschoss das Ende der Landebahn um 385 Meter, zerbrach und kam in einem Teich zum Stehen. Von den 80 Insassen kamen zwei ums Leben, zwei Passagiere.[22]

- Am 22. Dezember 1997 wurde ein Flugzeug der China Eastern Airlines auf Flug 5915 auf dem Weg von Shanghai nach Xiamen von einem Mann entführt. Der Mann verlangte nach Taiwan geflogen zu werden. Auf die Forderung wurde nicht eingegangen und die Maschine setzte ihren Flug Richtung Xiamen fort. Im Landeanflug entstand ein Handgemenge zwischen dem Entführer und Sicherheitspersonal. Der Entführer wurde im Zuge dessen erschossen. Die anderen Insassen blieben unversehrt.[23]

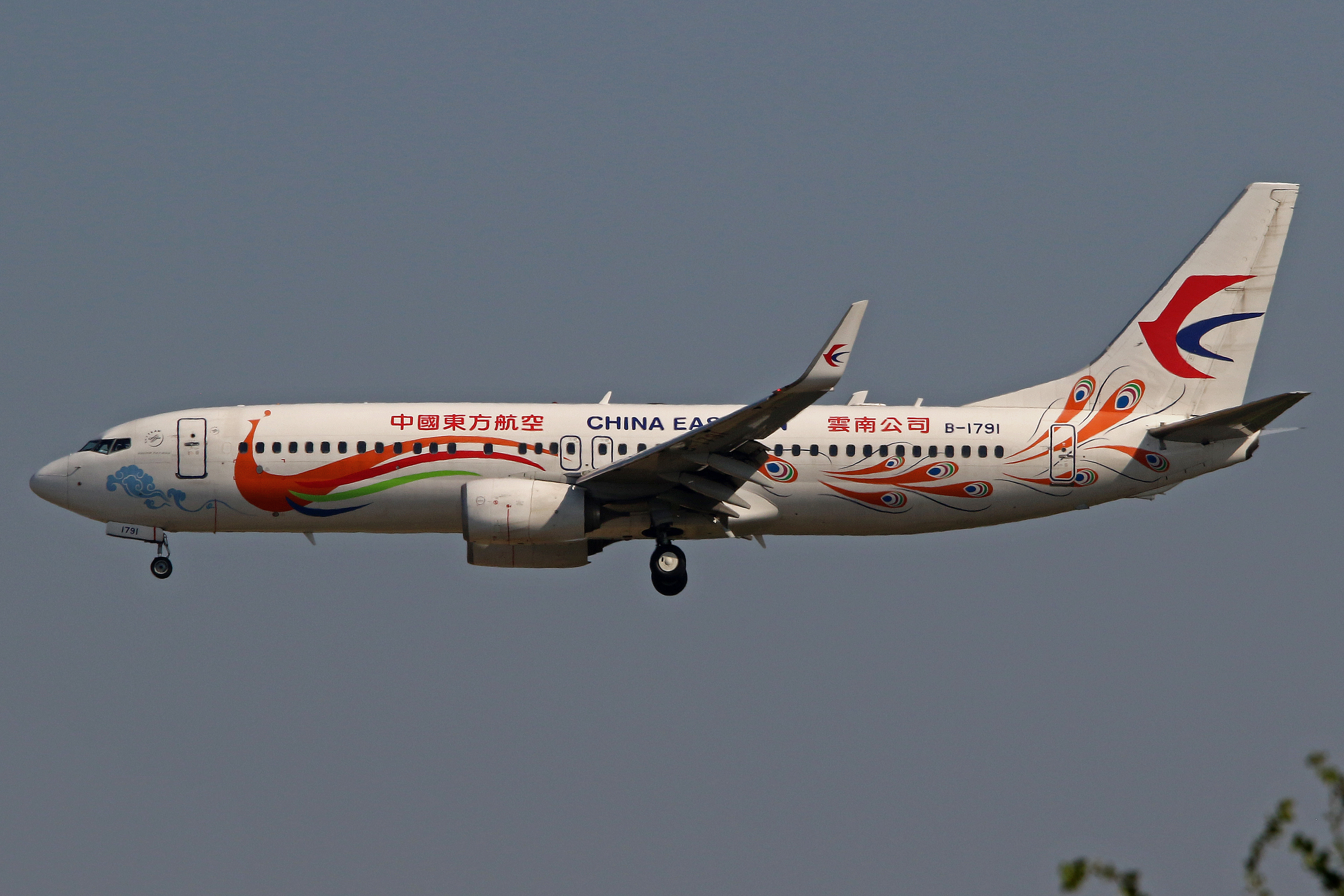
Die im März 2022 verunglückte Boeing 737-800 B-1791 China Eastern

- Am 21. November 2004 verunglückte eine Bombardier CRJ-200LR auf dem China-Eastern-Airlines-Flug 5210 kurz nach dem Start vom Flughafen Baotou infolge eines Strömungsabrisses durch Vereisung. Bei dem Unfall kamen alle 53 Insassen sowie zwei weitere Personen am Boden ums Leben.

- Am 21. März 2022 stürzte eine Boeing 737-800 der China Eastern Airlines (B-1791) in der chinesischen Region Guangxi bei Wuzhou ab (siehe China-Eastern-Airlines-Flug 5735). An Bord befanden sich 132 Menschen.[24]